# Eau d'Eppe
L’Eau d’Eppe ou Ruisseau de Montbliart est une rivière belge et française, du sud du Hainaut (Région wallonne de Belgique). Longue de quelque 11 kilomètres, elle est affluent de la Sambre par l’Helpe Majeure.

## Parcours
Prenant sa source en bordure du Bois Robert, au sud du village de Froidchapelle, l’Eau d’Eppe descend d’est en ouest vers Rance et Montbliart avant de traverser la frontière franco-belge et se jeter peu après dans l’Helpe Majeure, à Eppe-Sauvage, dans le département du Nord (France).